# Haus der Lüge
《Haus der Lüge》는 독일 아인스튀어첸데 노이바우텐의 5번째 정규 음반이다. 1989년에 나왔다.

## 곡록
1. Prolog - 1:50
2. Feurio! - 6:02
3. Ein Stuhl In Der Hölle - 2:09
4. Haus Der Lüge - 4:00
5. Epilog - 0:28
6. Fiat Lux - 12:24
a) Fiat Lux
b) Maifestspiele
c) Hirnlego
7. Schwindel - 3:58
8. Der Kuss - 3:37
9. Feurio! (remix) - 4:47
10. Partymucke - 3:52
11. Feurio! (Türen Offen) - 4:47

## 특이사항
- Fiat Lux 트랙의 두 번째 섹션인 The Maifestspiele에는 1987년 베를린에서 있었던 시위의 현장 녹음이 음악과 함께 흘러나온다.
- 2010년에 나온 Untoten의 동명앨범과 혼동할 수 있다.